# Chlorochaeta subdelicata
Chlorochaeta subdelicata är en fjärilsart som beskrevs av Inoue 1986. Chlorochaeta subdelicata ingår i släktet Chlorochaeta och familjen mätare. Inga underarter finns listade i Catalogue of Life.